# 魔女の宅急便 ヴォーカルアルバム
『魔女の宅急便 ヴォーカルアルバム』（まじょのたっきゅうびん ヴォーカルアルバム）は1989年11月25日に徳間ジャパンコミュニケーションズから発売された「魔女の宅急便」の為に久石譲が制作したイメージアルバムのヴォーカル版。CDは30ATC-190。カセットテープは26AGC-2073。

## 概要
映画公開後にイメージアルバムの収録曲を原作者を含めた4人の女性作家・作詞家と4人の女性シンガーが主人公キキの思いを詠った詩を作り歌う（この内、魔法のぬくもりはシングルカットもされている）。カラオケで全曲が配信されておりジブリ関連のCD（魔女の宅急便 ヴォーカル・コレクション等）にも収録されているが、アルバムは未配信である。1996年11月21日（TKCA-71034）と2004年9月29日（TKCA-72744）にCDが再販された。

## 収録曲
1. めぐる季節
  - 作詞 - 吉元由美 / 作曲・編曲 - 久石譲 / 歌 - 井上あずみ
2. 何かをさがして
  - 作詞 - 風堂美紀 / 作曲・編曲 - 久石譲 / 歌 - 井上あずみ
3. 想い出がかけぬけてゆく
  - 作詞 - 風堂美紀 / 作曲・編曲 - 久石譲 / 歌 - 井上あずみ
4. わたしのこころ
  - 作詞 - 角野栄子 / 作曲・編曲 - 久石譲 / 歌 - 井上あずみ・MAI & YUMIKO-Chan
5. 黄昏の迷い子たち
  - 作詞 - 吉元由美 / 作曲・編曲 - 久石譲 / 歌 - 宝野ありか
6. 鳥になった私
  - 作詞 - 麻生圭子 / 作曲・編曲 - 久石譲 / 歌 - 宝野ありか
7. 好きなのに!
  - 作詞 - 麻生圭子 / 作曲・編曲 - 久石譲 / 歌 - 宝野ありか
8. あこがれのまち
  - 作詞 - 角野栄子 / 作曲・編曲 - 久石譲 / 歌 - MAI & YUMIKO-Chan
9. 魔法のぬくもり
  - 作詞 - 麻生圭子 / 作曲・編曲・コーラス - 久石譲 / 歌 - 井上あずみ